# 탕가 (옷)
탕가(영어: tanga)는 양 옆 사이드는 얇은 끈 모양으로 된 속옷의 일종이다.
탕가는 일반적으로 속옷이나 일부 국가에서는 수영복으로 사용되는 의복이다. 또한 전통적인 의식이나 대회를 위해 착용할 수도 있다.
앞에서 보면 탕가는 일반적으로 비키니 하의와 비슷하지만 뒤에서 보면 소재가 최소한으로 줄어든다. 탕가는 거의 항상 생식기, 항문 및 회음부를 덮고 엉덩이의 일부 또는 대부분을 덮지 않도록 설계되었다. 의복의 뒷면은 일반적으로 얇은 허리띠와 엉덩이 사이에 착용하도록 설계된 얇은 소재 스트립으로 구성되어 허리띠의 중앙과 의복의 전면 하단을 연결한다. 또한 바디수트, 바디스타킹, 레오타드 또는 원피스 수영복과 같은 다른 유형의 의복에서 "thong-backed"를 의미하는 설명 용어로도 사용된다.
가죽 끈의 한 유형은 G-스트링이며, 그 뒷면은 (일반적으로 탄성이 있는) 스트링으로만 구성된다. G-스트링과 탕가라는 두 용어는 종종 같은 의미로 사용된다. 그러나 그들은 별개의 옷을 가리킬 수 있다. 탕가는 원단의 두께, 재질, 뒷부분의 종류에 따라 다양한 스타일이 있으며 전 세계적으로 남성과 여성 모두가 사용한다.
탕가는 양쪽에 끈으로 연결된 작은 패널로 구성된 한 쌍의 브리프이다. 남성용과 여성용 모두 탕가 브리프가 있다. 스타일과 단어는 브라질에서 기원한다.